# یورید
یورید (به انگلیسی: EURid) (رجیستری اروپا برای دامنه‌های اینترنتی) سازمانی غیرانتفاعی است که توسط کمیسیون اروپا به عنوان رجیستری نام دامنه منصوب شده‌است که دامنه سطح بالا .eu و انواع آن را در سایر اسکریپت‌ها اجرا می‌کند (юю - .eu. در سیریلیک) به عنوان از 1 ژوئن 2016، ب (به یونانی) از تاریخ 14 نوامبر 2019.
یورید در بلژیک مستقر است و دفتر مرکزی آن در دیژم مستقر است، یورید کنسرسیومی از دو اپراتور ccTLD اروپایی است: DNS بلژیک (.be) و IIT-CNR (.it). در اکتبر ۲۰۰۶، یورید اولین شعبه خود را در استکهلم افتتاح کرد. از آن زمان دو شعبه دیگر در ایتالیا و جمهوری چک افتتاح شد. کمیته استراتژیک یورید شامل پیر ورباتن (رئیس)، مارکو بوناک، دومنیکو لافورنزا، تامو، مارولک، جریمه پی. شووین، ماری-امانوئل هاس، ماسیمو سیمولی، موریس بروژینک، لوک هندریکس و ماتیاس ماتیسن است.
یورید از پروتکل تأمین پذیر گسترده (EPP) استفاده می‌کند که ثبت کنندگان را قادر می‌سازد مستقیماً عملیات را روی نام دامنه .eu انجام دهند.
وب سایت یورید، به ۲۴ زبان رسمی اتحادیه اروپا در دسترس است.